# Südfinnland (Provinz)
Die Provinz Südfinnland (finnisch Etelä-Suomen lääni, schwedisch Södra Finlands län) war von 1997 bis 2009 eine Provinz (lääni / län) Finnlands. Sie umfasste die Landschaften Uusimaa, Itä-Uusimaa, Kanta-Häme, Päijät-Häme, Kymenlaakso und Südkarelien. Die Fläche betrug 34.388 Quadratkilometer, die Einwohnerzahl lag bei rund 2,2 Millionen (2009). Verwaltungssitz war die Stadt Hämeenlinna.
Die Provinz Südfinnland entstand in der Verwaltungsreform von 1997 aus den bisherigen Provinzen Uusimaa, Kymi, dem Süden der Provinz Häme und einigen Gemeinden aus der Provinz Mikkeli. Zum Jahresbeginn 2010 wurden die Provinzen aufgehoben. Die staatliche Verwaltung des Gebiets wird nun von der Regionalverwaltungsbehörde (aluehallintovirasto / regionalverwaltningsverk) Südfinnland ausgeübt.
Die Provinz Südfinnland hatte Anteil an den historischen Landschaften Uusimaa, Häme und Karelien Anteil. Aus deren historischen Wappen setzt sich auch das Wappen der ehemaligen Provinz Südfinnland zusammen.

## Wappen
Das Wappen ist in Rot und Blau geteilt. Oben ein laufender goldener Luchs mit goldener Zunge und schwarzen Ohrenspitzen über dem drei silberne sechszackige  Sterne schweben und unter ihm vier (1;3)  silberne  Rosen sind und neben diesen zwei schwebende silberne Rechtarme, rechts mit goldenem Gelenkschutz ein silbernes goldgegrifftes Schwert und links einen goldgegrifften Krummsäbel schwingend. Darüber eine schwebende goldene Krone. Im unteren Feld  ein goldenes Ruderboot mit Pinne zwischen zwei silbernen Wellenbalken. Auf dem Wappen ruht eine goldene Krone. Das Wappen ist zusammengesetzt aus den Wappen der drei historischen Landschaften, an denen die Provinz Südfinnland Anteil hatte: Häme, Karelien und Uusimaa.